# Myrmecodesmus adisi
Myrmecodesmus adisi är en mångfotingart som först beskrevs av Hoffman 1985.  Myrmecodesmus adisi ingår i släktet Myrmecodesmus och familjen fingerdubbelfotingar. Inga underarter finns listade i Catalogue of Life.